# Bengt Wahlstedt
Johan Bengt Wahlstedt, född 8 april 1911 i Nora bergsförsamling, Örebro län, död 13 maj 2003 i Falu Kristine församling, Dalarnas län, var en svensk yrkeslärare, målare och grafiker.
Han var gift med Lilly Margareta Björk och far till Annakajsa Wahlstedt Han studerade vid en högre teknisk skola 1935 och kompletterade sin utbildning med en pedagogikkurs 1952 och arbetade sedan 1954 som yrkeslärare. Vid sidan av sitt arbete var han verksam som autodidakt konstnär. Tillsammans med Ragnar Lindén ställde han ut ett flertal gånger i Lindesberg och separat ställde han bland annat ut i Nora, Arboga, Örebro, Ludvika och Arvidsjaur. Under 1950-talet medverkade han regelbundet i Örebro läns konstförenings utställning Länets konst på Örebro läns museum och under 1960-talet i Dalarnas konstförenings utställningar i Falun. Hans konst består av stilleben, landskap och abstrakta kompositioner i en dekorativ stil utförda i olja eller tempera samt emaljarbeten. Wahlstedt är representerad vid Lindesbergs lasarett, Västerbottens läns landsting, Norrbottens läns landsting och Kopparbergs läns landsting. Han är gravsatt i minneslunden på Skogskyrkogården i Falun.